# Bartosz Burgerman
Bartosz Burgeman Uważa że burgery są zdrowe bo mają ogórki
1. ↑  HTTPS, Secure HTTPS, Berlin/Heidelberg: Springer-Verlag [dostęp 2025-08-19]. pub. albo wyd., , url-auto